# 토커
토커(talker)는 인터넷을 경유하여 사람들이 상호 이야기하는 채팅 시스템이다. 1980년대로 거슬러 올라가면 인스턴트 메신저의 전신으로 볼 수 있다.
토커는 대규모 다중 사용자 온라인 롤플레잉 게임(MMORPG)과 기타 가상 세계(세컨드 라이프 등)의 통신 시스템의 전신이다. 토커는 일종의 온라인 가상 세계로서, 이곳에서 여러 사용자들이 실시간으로 동시에 연결하여 채팅을 한다. 사람들은 원격으로 토커에 로그인하며(보통 텔넷을 경유) 상호 소통을 위한 기본적인 텍스트 인터페이스를 갖추고 있다.
초기의 토커들은 MUD와 비슷했으며, 복잡한 게임 머신부 대부분을 들어내고 통신 레벨의 명령만 남겨두었기 때문에 토커(talker)라는 이름으로 불린다.
대부분의 토커는 자유-오픈 소스 소프트웨어에 해당한다.

## 같이 보기
- 인스턴트 메신저
- ICQ
- MUD
- 채팅
- Talk (소프트웨어)
- 텔넷